# 白河信用金庫

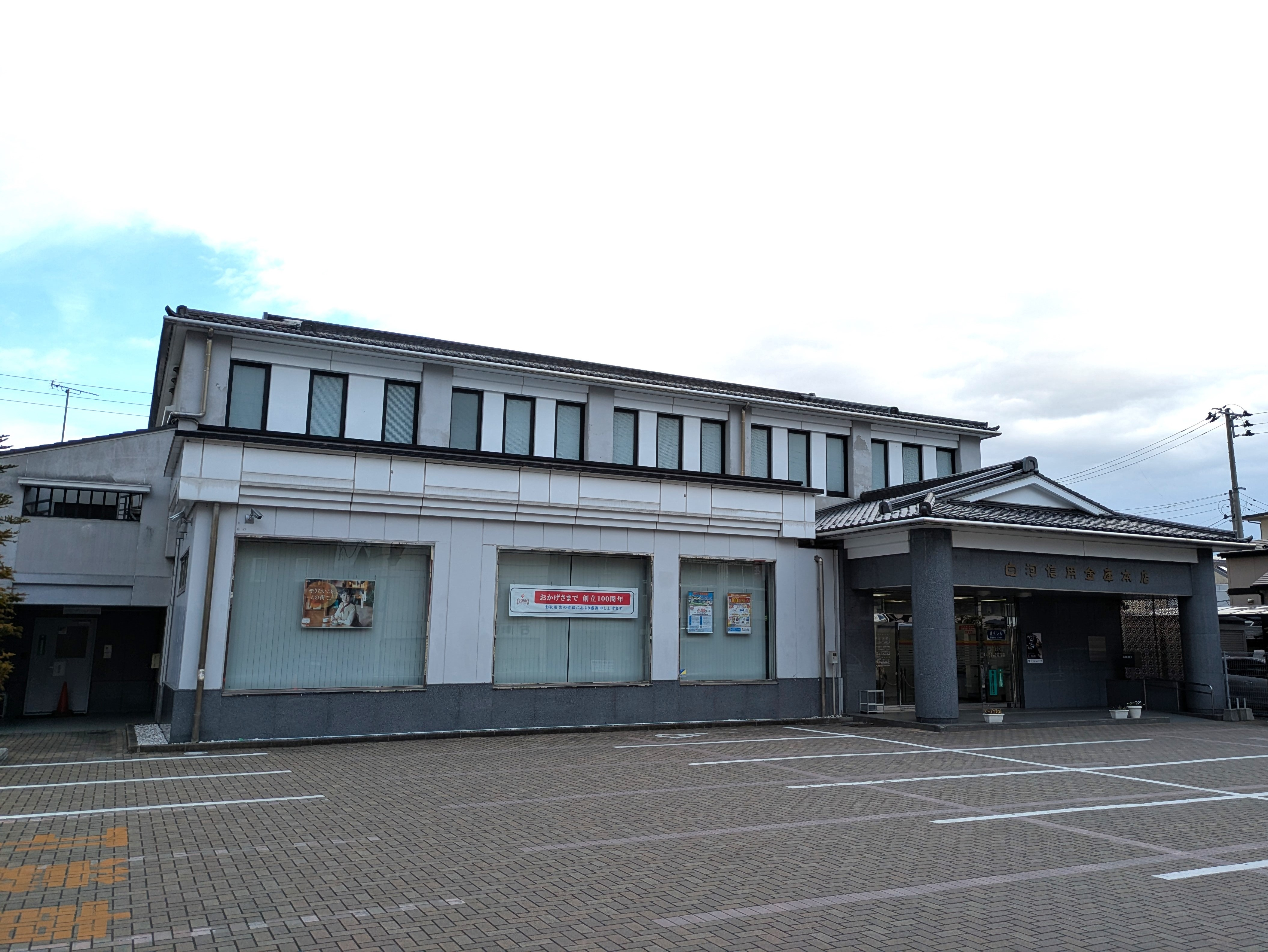
本店

白河信用金庫（しらかわしんようきんこ、英語：Shirakawa Shinkin Bank）は、福島県白河市に本店を置く信用金庫である。
キャッチフレーズは「今日も 明日も 幸福つないで」を制定している。
福島県内すべての信用金庫では、セブン銀行（片乗り入れ）・イオン銀行と提携しているが、当金庫では新銀行東京にも提携（相互出金提携）している。

## 沿革
- 1925年（大正14年）1月7日 - 産業組合法に基づく、有限責任白河信用組合を設立する。
- 1943年（昭和18年）9月 - 市街地信用組合法に基づく、白河信用組合に改組する。
- 1950年（昭和25年）4月 - 中小企業協同組合法に基づき、改組する。
- 1951年（昭和26年）10月 - 信用金庫法に基づき、白河信用金庫となる。
- 1985年（昭和60年）8月7日 - 新白河支店開設
- 1994年（平成6年）5月18日 - 西郷支店開設
- 2012年（平成24年）11月7日 - 西那須野支店開設